# Departamento de Monte Caseros
Departamento de Monte Caseros är en kommun i Argentina.   Den ligger i provinsen Corrientes, i den nordöstra delen av landet, 500 km norr om huvudstaden Buenos Aires. Antalet invånare är 33 684. Arean är 2,3 kvadratkilometer.
Terrängen i Departamento de Monte Caseros är mycket platt.
Trakten runt Departamento de Monte Caseros består i huvudsak av gräsmarker. Runt Departamento de Monte Caseros är det glesbefolkat, med 14 invånare per kvadratkilometer.